# Dekagram
Dekagram är en SI-enhet som motsvarar 101 gram, alltså tio gram. SI-symbolen för dekagram är dag.
Namnet kommer från SI-prefixet deka, som är lika med tio.
Dekagram används sällan i praktiken. Enheterna gram och kilogram används istället.